# Лофофин
Лофофин (MMDPEA или 3-метокси-4,5-метилендиоксифенэтиламин) — предполагаемый психоделический и энтактогенный наркотик класса метилендиоксифенэтиламинов. Это α-деметилированный гомолог MMDA, а также тесно связанный с мескалином.
Александр Шульгин первоначально предположил, что лофофин может быть естественным компонентом пейота (Lophophora williamsii), поскольку он является единственным логическим химическим интермедиатом для биосинтеза нескольких тетрагидроизохинолинов, которые, как известно, присутствуют в этом виде кактуса. Впоследствии было показано, что лофофин действительно является второстепенным компонентом как пейота, так и кактуса Сан-Педро.
Шульгин сообщает, что лофофин активен в диапазоне дозировок 150—250 мг. Он утверждает, что в этих дозах лофофин имеет некоторое сходство с мескалином по действию, вызывая мирное повышение настроения, эйфорию и лёгкое усиление зрительного восприятия, но без генерации галлюцинаций с закрытыми глазами. Шульгин также отмечает, что (в отличие от мескалина) лофофин не вызывает тошноты.